# Luis Ángel Guevara
Luis Ángel (Buenos Aires, Argentina, 6 de julio de 1998) es un futbolista colombiano. Juega de medio estorbo y actualmente se encuentra sin equipo

## Clubes
| Club                   | País      | Año         |
| ---------------------- | --------- | ----------- |
| Altos Hornos Zapla     | Argentina | 2008 - 2011 |
| Petrolero              | Bolivia   | 2012        |
| Altos Hornos Zapla     | Argentina | 2013        |
| Universitario de Sucre | Bolivia   | 2014        |